# 關百忠
關百忠（Edward Kwan）是匯豐金融服務（亞洲）前行政總裁。

## 公職 (成員)
- 財務匯報局
- 證券及期貨事務上訴審裁處
- 香港童軍基金管理委員會
- 香港證券專業學會
- 香港青年協會理事會
- 2013年 金融發展局成員